# Economia de Liechtenstein

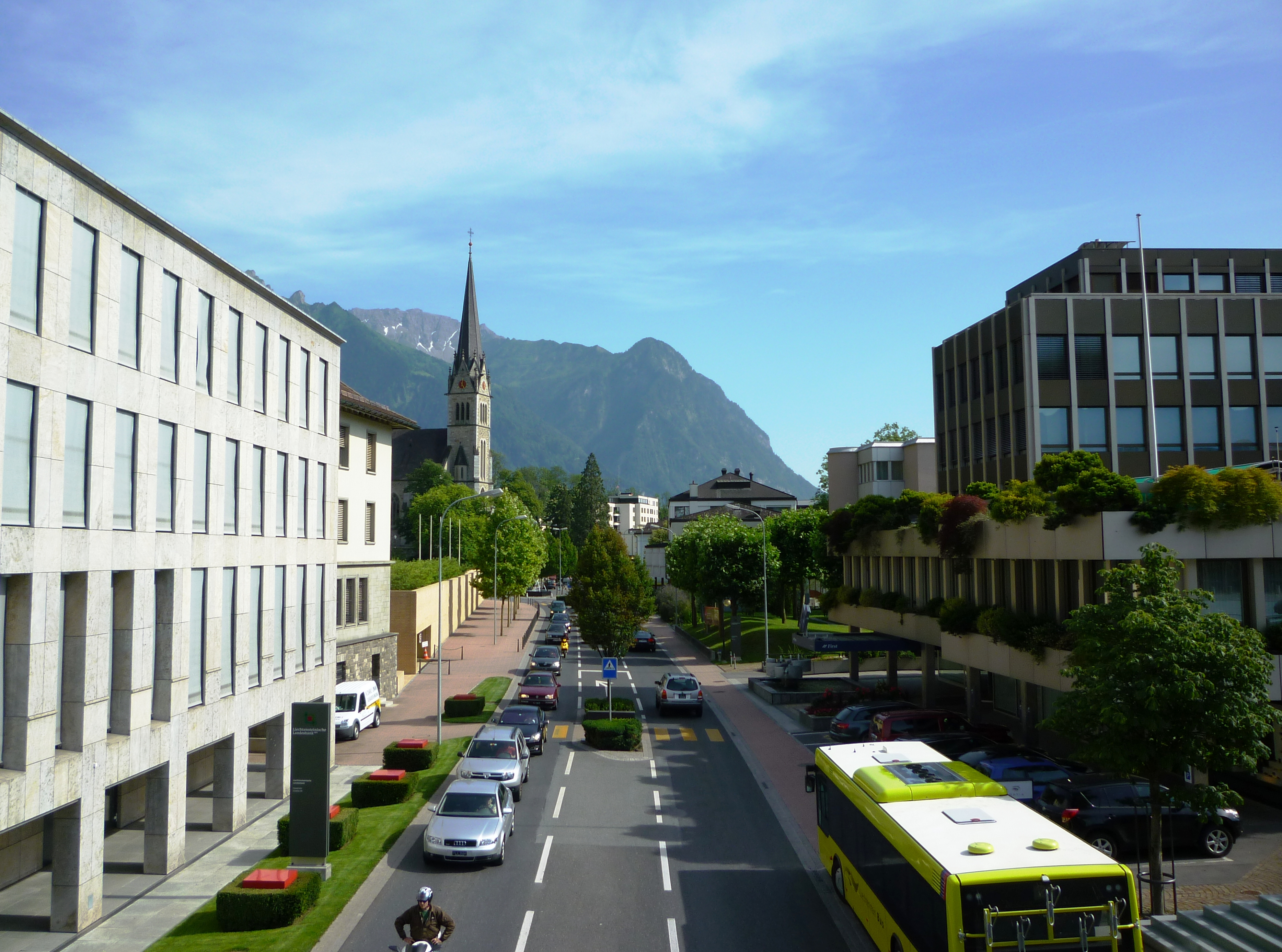
Imatge del centre urbà de Vaduz.

Malgrat el seu petit territori, Liechtenstein posseeix una economia pròspera de lliure mercat i altament industrialitzada, a més de diversificada amb petits negocis. Els baixos impostos - el màxim és 20% - i regles senzilles per a la incorporació d'empreses van atreure moltes companyies per al país, les quals responen actualment per 30% del producte interior brut.